# Marianne Beese
Marianne Beese (* 25. November 1953 in Stralsund) ist eine deutsche Literaturwissenschaftlerin und Schriftstellerin.

## Leben
Die in Rostock in Mecklenburg-Vorpommern lebende Marianne Beese schreibt Lyrik, Essays, Werke zur Rostocker Stadtgeschichte und Biografien.
Nach ihrem Schulbesuch arbeitete sie als Volontärin beim Rundfunk und als Hilfssachbearbeiterin, bevor sie in Leipzig Pädagogik studierte. Nach dem Diplom als Fachlehrerin für Deutsch und Geschichte im Jahr 1978 absolvierte sie ein Forschungsstudium und wurde 1982 mit einer Arbeit über die Spätlyrik Friedrich Hölderlins promoviert. Anschließend arbeitete sie literarisch bzw. literaturwissenschaftlich außerhalb der Universität. Ab 1991 war sie Mitarbeiterin bei Frauenorganisationen; von 1995 bis 1997 war sie wissenschaftliche Mitarbeiterin im Fachbereich Geschichtswissenschaften der Universität Rostock und von 1998 bis 1999 Mitarbeiterin an der Wirtschafts- und Sozialwissenschaftlichen Fakultät im Projekt „Geschichte des Frauenstudiums in Rostock“ sowie am Interdisziplinären Zentrum für Frauen- und Geschlechterstudien der Ernst-Moritz-Arndt-Universität Greifswald im Projekt „Geschichte des Frauenstudiums in Greifswald“. Am Institut für deutsche Literatur der Humboldt-Universität Berlin war sie in den Jahren 2011/12 als wissenschaftliche Mitarbeiterin im Projekt „Das Literatur-Blatt des Deutschen Kunstblattes“ tätig.

## Werke (Auswahl)
Dissertation
- Inhaltliche und sprachlich-stilistische Modifikationen als Ausdruck wechselnder Zeiterfahrung in Hölderlins Lyrik zwischen 1800 und 1807 Leipzig 1982, DNB 830021841 (Dissertation A Universität Leipzig 1982, 209 Seiten).
- Wandlungen in Hölderlins später Lyrik- Buchhandelsgesellschaft, Allstedt 2020, ISBN 978-3-946696-50-6.

Lyrik
- Wiederkehr. Warnow, Rostock 1994; 2004 erweiterte Neuauflage: Ingo Koch Verlag, Rostock, ISBN 3-937179-30-5.
- Äquinoktium. Warnow, Rostock 1995; 2005 erweiterte Neuauflage: Ingo Koch Verlag, Rostock, ISBN 3-938686-17-0.
- Die Erkundung der Räume. Federchen, Neubrandenburg 2004, ISBN 3-910170-59-5.
- Arten, sich verloren zu gehen.  Steffen, Friedland – Mecklenburg 2010, ISBN 978-3-941683-04-4.
- Brunnen des Spätwinters. Ingo Koch Verlag, Rostock 2011, ISBN 978-3-86436-006-0.
- Den Fuß auf die Raumstation setzen. Steffen, Berlin 2012, ISBN 978-3-941683-22-8.
- Antäus ohne die Erde. Steffen, Berlin 2015, ISBN 978-3-941683-63-1.
- Unter dem blauen Mantel des Alls. BuchHandelsGesellschaft, Allstedt 2020, ISBN 978-3-946696-31-5.

Essays und Biographien
- Friedrich Hölderlin. Bibliographisches Institut, Leipzig 1981, DNB 820121207
- Georg Büchner. Bibliographisches Institut, Leipzig 1983, DNB 840168721, erweiterte Neuauflage: Georg Büchner. Biografie, Ingo Koch, Rostock 2010, ISBN 978-3-938686-43-0.
- E. T. A. Hoffmann. Bibliographisches Institut, Leipzig 1986, ISBN 3-323-00018-8.
- Familie, Frauenbewegung und Gesellschaft in Mecklenburg 1870–1920: Situation der Frauen und weibliche Lebensläufe; Laura Witte (1869–1939), Anna von Maltzahn (1856–1895). Neuer Hochschulschriftverlag, Rostock 1999, ISBN 3-929544-76-8.
- Novalis. Leben und Werk. Neuer Hochschulschriftenverlag, Rostock 2000, ISBN 3-929544-64-4.
- Kampf zwischen alter und neuer Welt: Dichter der Zeitenwende, Friedrich Hölderlin – Novalis – Heinrich Heine – Friedrich Hebbel – Ricarda Huch. 2., durchgesehene Auflage, Neuer Hochschulschriftenverlag, Rostock 2001, ISBN 3-935319-80-0.
- mit Christiane Bannuscher: Hauptsache Arbeit. Zu Lebenskonzepten von Frauen in einem neuen Bundesland. Meridian, Rostock 2003, ISBN 978-3-934121-06-5.
- Poetische Welten und Wandlungen. Dichter Europas vom 18. bis zum 21. Jahrhundert. Ingo Koch Verlag, Rostock 2006, ISBN 978-3-938686-35-5.
- Die Familie Eggers. Bürger- und Künstlerleben in Rostock und Berlin zwischen 1830 und 1860. Friedrich, Karl und Mathilde Eggers: Wege der Sinnfindung und Lebensgestaltung in bewegter Zeit. BuchHandelsGesellschaft, Lübeck/Allstedt 2019, ISBN 978-3-946696-24-7.
- Friedrich Hölderlin – Leben & Werk, Wandlungen in Hölderlins später Lyrik, BuchHandelsGesellschaft, Allstedt 2021, ISBN 978-3-946696-50-6
- Novalis – Leben & Werk, BuchHandelsGesellschaft, Allstedt 2022, ISBN 978-3-946696-42-1

Anthologien und Literaturzeitschriften
- Gesellschaft für zeitgenössische Lyrik, Ralph Grüneberger (Hrsg.): Poesiealbum neu. Ausgaben 2/2007, 3/2008, 2/2010.
- Edition Euterpe, hrsg. von Therese Chromik und Bodo Heimann: Ausgaben 2005, 2010, 2013, 2019